# Polycentropus floridensis
Polycentropus floridensis är en nattsländeart som beskrevs av Lago och Harris 1983. Polycentropus floridensis ingår i släktet Polycentropus och familjen fångstnätnattsländor. Inga underarter finns listade i Catalogue of Life.